# Taylorcraft L-2 Grasshopper

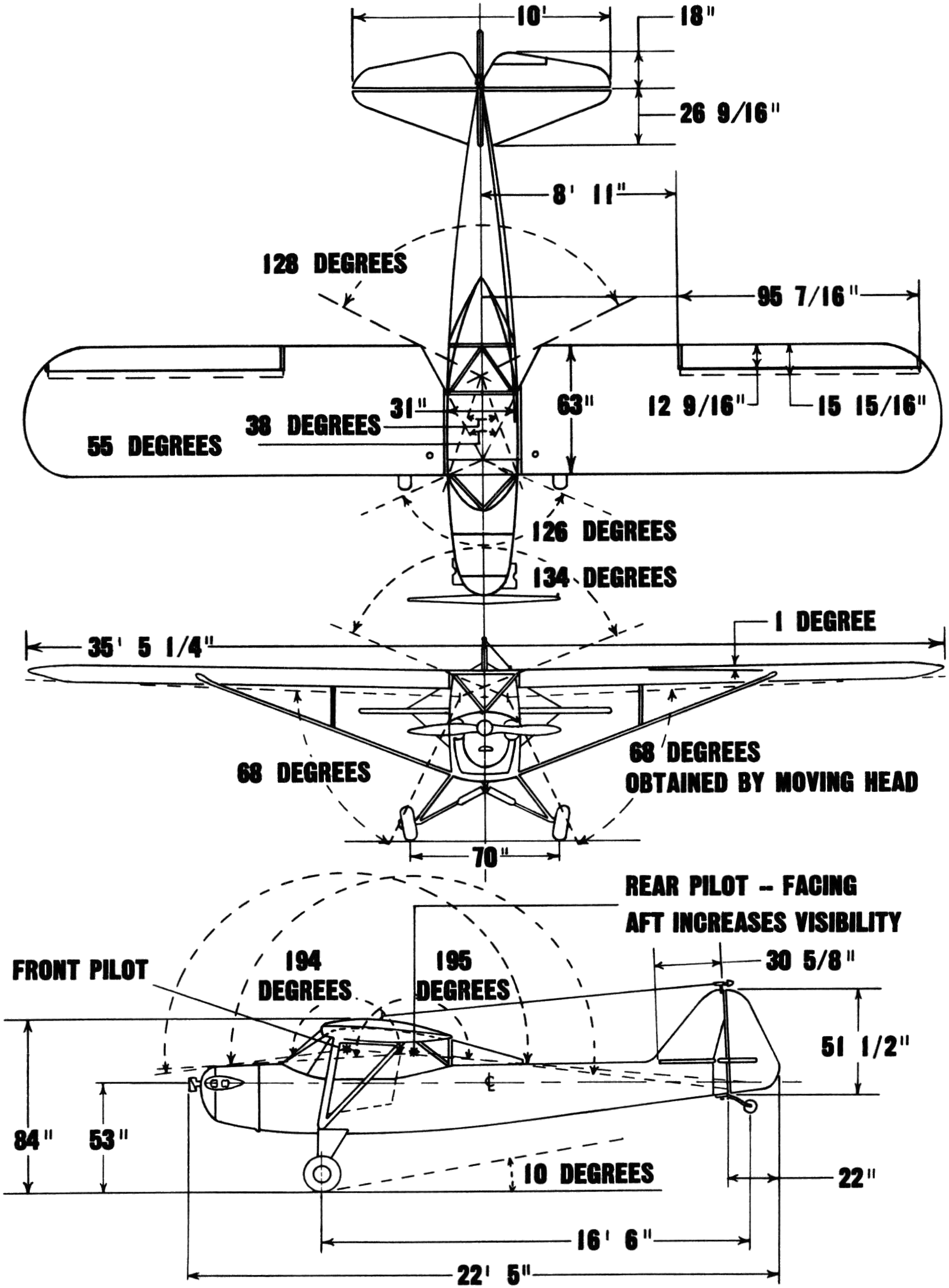
Схематичне креслення літака L-2 «Грассхоппер»

«Тейлоркрафт» L-2 «Грассхоппер» (англ. Taylorcraft L-2 Grasshopper) — американський одномісний легкий літак спостереження-зв'язку виробництва компанії Taylorcraft Aircraft, що перебував на озброєнні Повітряних сил армії США у Другій світовій війні.

## Історія
У 1941 році Повітряні сили Армії США замовили чотири Taylorcraft D із позначенням YO-57. Їх оцінили влітку 1941 року під час маневрів у Луїзіані та Техасі, де вони використовувалися для допоміжних ролей, як-то легкий транспорт і кур'єр. Генерал Інніс П. Свіфт, командир 1-ї кавалерійської дивізії, придумав назву «коник» після того, як став свідком нерівного приземлення. Це призвело до замовлення армією літака під позначенням O-57 «Грассхоппер». У березні 1942 року позначення було змінено на L-2 «Грассхоппер».
Початкове замовлення на 336 літаків 0-57А було отримано компанією Taylorcraft Aircraft після цих змін конструкції, за ним у 1942 замовили ще 140 екземплярів. До початку постачання другої партії відбулася перекласифікація літаків цього типу з розвідувальних у літаки зв'язку, тому усі 0-57/0-57А перетворилися на L-2/L-2A. Дві партії літаків, що залишилися, замовлені у компанії «Тейлоркрафт», склали 490 літаків L-2B, доопрацьованих для цілей коригування артилерійського вогню, і 900 літаків L-2M, які мали повністю закритий капотом двигун і спойлери на крилі. «Тейлоркрафт», а також компанії «Аеронка» і «Пайпер», були залучені у виробництво невеликого числа (253 екземпляри) планерів на базі літака L-2.
Під час Другої світової війни Сухопутні війська армії почали використовувати L-2 та інші літаки зв'язку майже так само, як аеростат спостереження використовувався у Франції під час Першої світової війни — виявлення ворожих військ і зосередження запасів і корегування артилерійського вогню по виявлених цілях. Літак також використовувався для зв'язку, взаємодії, транспортних функцій та повітряної розвідки на малій дальності, для чого були потрібні літаки, здатні здійснювати посадку та зліт з доріг, відкритих полів і нашвидкуруч підготовлених посадочних смуг. L-2 в основному використовувався для навчання в Сполучених Штатах, і лише деякі були направлені до частин, що діяли за кордоном.
Після війни кілька L-2 були переобладнані для цивільного використання та експлуатувалися приватними власниками пілотів США як модель DCO-65. У 2021 році кілька з них все ще були придатні до польотів.
Серія L-2 відповідає стандартам для легких спортивних літаків (окрім L-2M, загальна вага якого на п'ять фунтів перевищує межу 1320 фунтів), тому ними можуть керувати пілоти, які мають сертифікат спортивного пілота.

## Модифікації

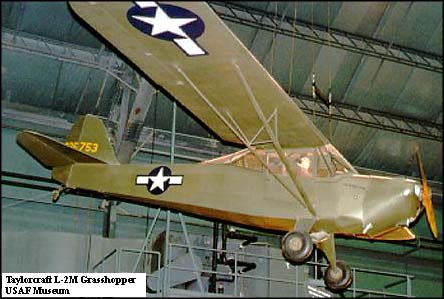
Taylorcraft L-2 у Національному музеї Повітряних сил США

- YO-57 — військова версія Taylorcraft Model D, чотири для оцінки з 65-сильним двигуном YO-170-3 і тандемними сидіннями, пізніше стала O-57, потім L-2
- O-57 — серійна версія з незначними змінами та двигуном O-170-3 потужністю 65 к.с. і тандемними сидіннями; виготовлено 20 одиниць, перейменована на L-2 у 1942 році
- O-57A — варіант літака O-57 із модифікованою кабіною та військовими радіостанціями та місцем для спостерігача, яке могло бути повернуто назад; 336 зразків, перейменований пізніше на L-2A
- L-2 — варіант літака O-57 перейменований у 1942 році; згодом ще 50 одиниць побудовано
- L-2A — перейменований у 1942 році О-57А; ще додатково 140 побудовано
- L-2B — L-2A з модифікаціями для спостереження за артилерією з двигуном Continental A65-8 потужністю 65 к.с. і тандемними сидіннями; виготовлено 490 одиниць.
- L-2C — варіант Модель DC65 Taylorcraft із тандемними сидіннями; 13 шт.
- L-2D — варіант Модель DL65 Taylorcraft із тандемними сидіннями; 1 шт.
- L-2E — варіант Taylorcaft Model DF65 з двигуном Franklin 4AC-176-B2 потужністю 65 к.с. і тандемними сидіннями в армії; 2 од.
- L-2F — Taylorcraft BL65 із сидінням поруч і двигуном O-145-B1 потужністю 65 к.с., один із яких спочатку мав назву UC-95; 7 шт.
- L-2G — Taylorcraft BF із сидінням поруч і двигуном Franklin 4AC-150-50 потужністю 50 к.с.; 2 од.
- L-2H — модель Taylorcraft BC12-65 із сидінням поруч і двигуном Continental A65-7 потужністю 65 к.с.; 9 од.
- L-2J — версія Taylorcraft BL12-65 із сидінням поруч і двигуном O-145-B1 потужністю 65 к.с.; 5 шт.
- L-2K — Taylorcraft BF12-65 із сидінням поруч і двигуном Franklin 4AC-176-B2 потужністю 65 к.с.; 4 шт.
- L-2L — варіант Taylorcraft BF60 із сидінням поруч і двигуном Franklin 4AC-171 потужністю 60 к.с.; 1 од.
- L-2M — L-2A з щільно прилягаючими капотами двигунів і спойлерами на крилі та тандемними сидіннями; 900 виготовлених екземплярів
- TG-6 — тримісний варіант тренувального планера моделі ST.100 зі збільшеною площею оперення, спойлерами на крилах і простішим шасі; 250 штук.
- LNT-1 — версія TG-6 для ВМС США
- XLNT-2 — модифікований LNT-1 для випробувань Glomb
- UC-95 — модель Taylorcraft BL65s із сидінням поруч і двигуном O-145-B1 потужністю 65 к.с., перейменованим на L-2F; 1 шт.

## Країни-оператори
- Гаїті
  -  Повітряні сили Гаїті(інші мови)
- Нідерланди
  -  Королівські повітряні сили Нідерландів
- Франція
  -  Військово-морські сили Франції
- США
  -  Повітряні сили Армії США

## Літаки, схожі за призначенням, ТТХ та епохою застосування
| - Renard R.31 - Kaproni Bulgarski KB-11 Fazan - Westland Lysander - IMAM Ro.63 - Caproni Ca.111 - Henschel Hs 126 | - Fieseler Fi 156 Storch - Siebel Si 201 - Heinkel He 46 - Koolhoven F.K.52 - RWD-14 Czapla - LWS-3 Mewa | - Lublin R-XIII - По-2 - Р-5 - IAR 37 - Aeronca L-3 - Bellanca YO-50 | - Douglas O-43 - Stinson L-1 Vigilant - North American O-47 - Repülőgépgyár Levente II - ANF Les Mureaux 113 - Caudron Simoun | - Aero Ae 50 - Kokusai Ki-76 - Kobeseiko Te-Gō |